# دوون موتورورکس

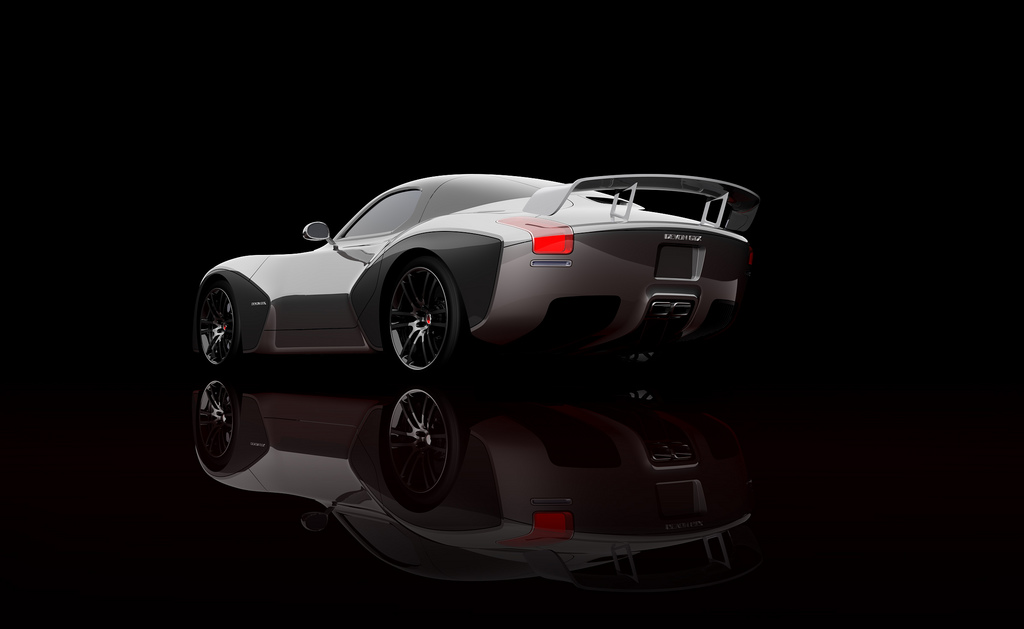

دوون موتورورکس (به انگلیسی: Devon Motorworks) نام یک شرکت سازنده خودروی سوپر اسپورت امریکایی است.
مرکز این شرکت (تأسیس ۲۰۰۸) در کالیفرنیا قرار دارد.

## نگارخانه

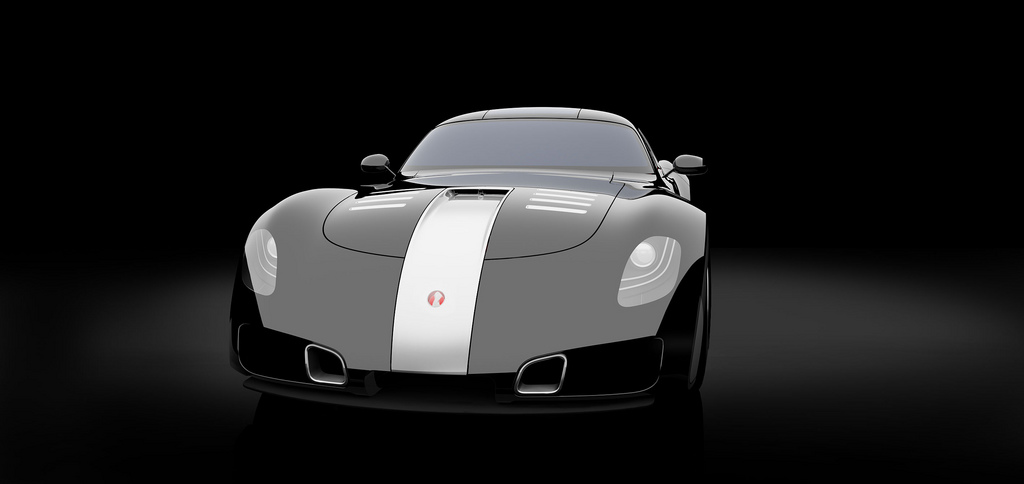
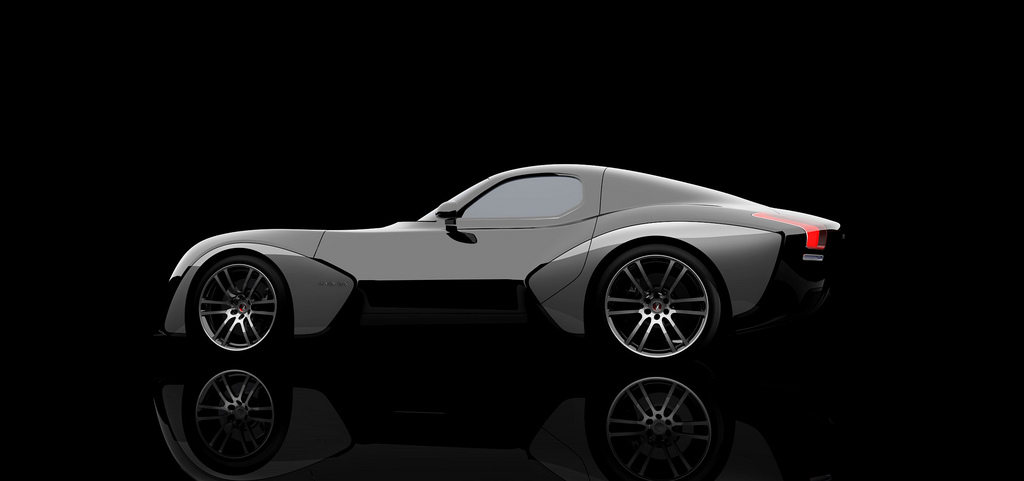
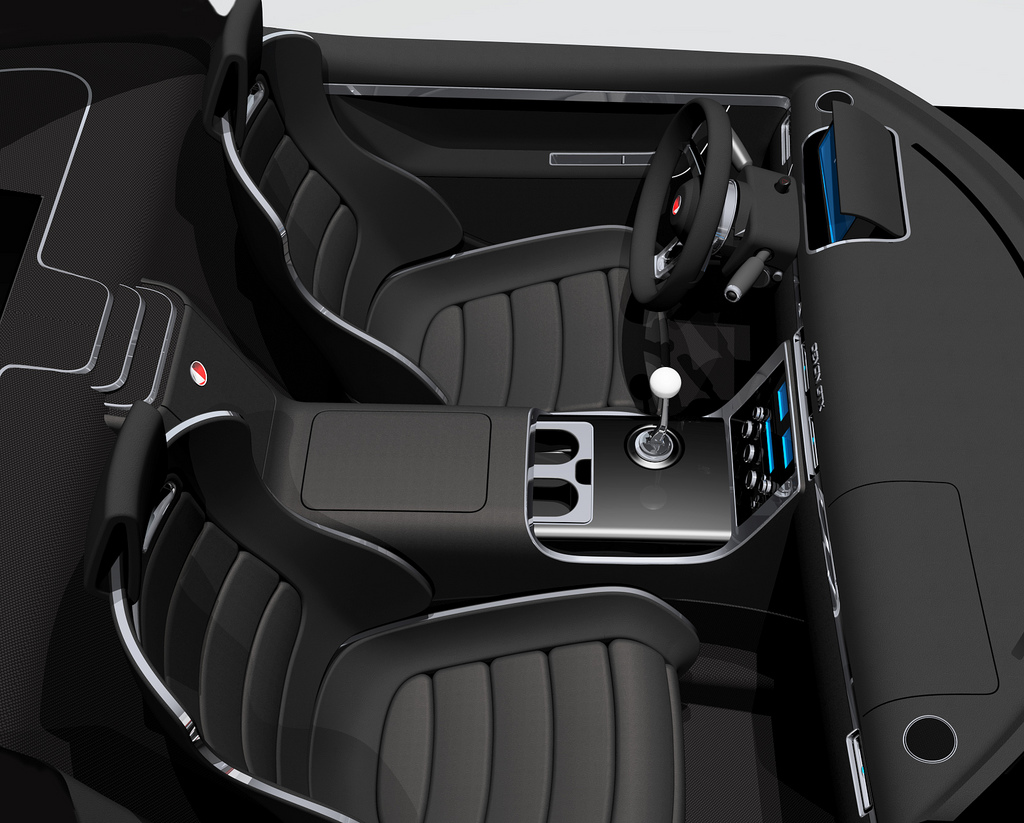